# Estaciones porteñas

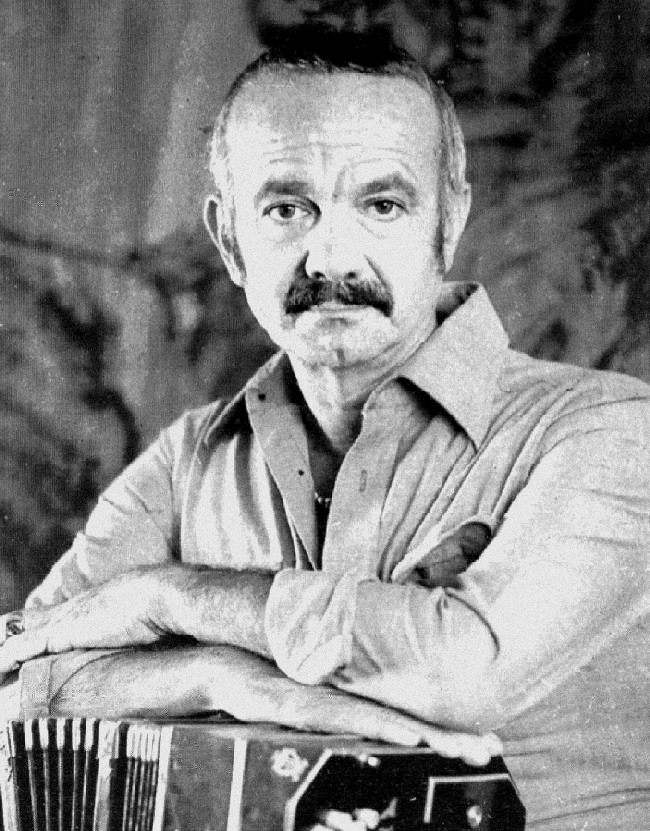
Astor Piazzolla.

Las Estaciones porteñas, también conocidas como Cuatro estaciones porteñas, son un conjunto de cuatro composiciones de tango escritas por el músico argentino Astor Piazzolla. Originalmente las concibió y trató como composiciones diferentes en lugar de una suite, y con el tiempo se fueron editando en álbumes diferentes. Sin embargo, Piazzolla llegó a interpretarlas en conjunto ocasionalmente. Las piezas se escribieron para quinteto provisto de violín, piano, guitarra eléctrica, contrabajo y bandoneón. El adjetivo porteño, gentilicio de Buenos Aires, es usado por Piazzolla para dar su impresión de las estaciones del año en Buenos Aires.[cita requerida]

## Las estaciones
1. Verano Porteño. Escrita en 1965, originalmente como música incidental para la obra Melenita de Oro de Alberto Rodríguez Muñoz.[1]
2. Otoño Porteño. Escrita en 1969.
3. Primavera Porteña. Escrita en 1970, contiene contrapunto.
4. Invierno Porteño. Escrita en 1970.

## Versiones
Entre 1996 y 1998, el compositor ruso Leonid Desyatnikov realizó un nuevo arreglo de las cuatro piezas anteriores con un vínculo mucho más evidente entre Vivaldi y Piazzolla, convirtiendo cada una de las piezas en piezas de tres secciones, y reordenando ciertas secciones para violín solista y orquesta de cuerdas. En cada pieza incluyó varias citas de la obra original de Vivaldi, pero debido a que las estaciones se invierten entre los hemisferios norte y sur, así, por ejemplo, en "Verano Porteño" había añadido elementos del "Invierno" de Vivaldi.